# Bureau des menées antinationales
Pour les articles homonymes, voir BMA.
Le Bureau des menées antinationales (BMA) est un service de renseignement de l'Armée d'armistice constituée par le régime de Vichy. Ce service travaille au contre-espionnage entre septembre 1940 et sa dissolution par les Allemands en novembre 1942.
L'objectif du BMA est de préserver le régime de Vichy en contre-espionnant à la fois les forces de l'Axe, les gaullistes et autres groupes de Résistance, ou tout autre agissements étrangers. Bien que certains membres du BMA contactent individuellement, en secret, les Alliées.

## Constitution du BMA
Jusqu'à la défaite de juin 1940, les services de renseignements de l'Armée dépendaient de l’État-major et particulièrement de ses deuxième et cinquième bureaux (qui se substitue au 2e bureau à la mobilisation en 1939 avec les moyens plus étendus de cette situation militaire). Lors de la signature de la convention d'armistice du 22 juin 1940, la France se voit interdire toute capacité d'organiser des services spéciaux.

### Les services spéciaux dans la défaite
À la suite de la dissolution organisée par l'armistice, les membres des services spéciaux s'efforcent de trouver une nouvelle façon de relancer leur action. D'après le colonel Paillole, dès le 28 juin 1940, à Bon-Encontre près d'Agen, les cadres du 5e bureau de l'EMA prêtent un serment collectif avec Louis Rivet, commandant des services spéciaux militaires (le deuxième bureau) depuis 1936, de poursuivre leur action dans un cadre officiel si possible et sans attendre l'autorisation de lancer des actions clandestines.
Les opérations clandestines seront conduites par le réseau Kléber dirigé par le lieutenant-colonel Perruche, l'« Entreprise des Travaux Ruraux » (TR) commandés par Paul Paillole, le SR Air commandé par le colonel Ronin.

### La reconstitution officielle
Ce n'est qu'après deux mois de discussions animées par le commandant Louis Rivet et soutenues par le général Weygand, ministre de la Défense dans le gouvernement Pétain, que le 25 août 1940, la commission d'armistice de Wiesbaden autorise la création d'un « Service des menées antinationales ».
La mission officielle du Bureau des menées antinationales (BMA) est la lutte contre l'espionnage, le sabotage, les menées communistes, et plus généralement « antinationales ». Sa mission secrète consiste dans la protection de l'Armée d'armistice contre l'espionnage allemand et italien, la couverture des services de renseignements clandestins et l'exploitation des renseignements accumulés par les « Travaux Ruraux » (TR) qui couvre non seulement contre-espionnage militaire, mais aussi le traitement des agents qui ont pénétré l'Abwehr depuis 1930. Ce double dispositif était connu des généraux Weygand et Colson.
Le statut du personnel de renseignement est signé par Pétain le 31 août 1940. L'organisation et les missions des MA sont contenues dans l'instruction ministérielle 13600 MA du 30 novembre 1940.
Un BMA est créé dans chacune des huit divisions militaires territoriales de l'Armée d'armistice. Chaque poste officiel MA camoufle un poste SR et un poste TR clandestins. Le service dans son ensemble est dirigé officiellement par le colonel Guy d'Alès, secondé par le lieutenant-colonel Émile Bonoteaux. Une trentaine d'officiers compose l'effectif de ces bureaux.

## Bilan de l'activité du BMA
Les services de renseignement ont-ils vraiment travaillé avec les Alliés comme le suggère la dissolution des BMA en août 1942 ? En 1954, de Gaulle, dans ses Mémoires, note, à propos de l'Armée d'armistice que « Le service de renseignements continuait d'appliquer dans l'ombre des mesures de contre-espionnage et par intervalles, transmettait aux Anglais des informations. ». Dans les années 1960, Paxton pense que les accusations portées par les Allemands sur d'éventuels contacts avec les services secrets alliés étaient inexactes et que les occupants surestimaient l'opposition au sein de l'Armée d'armistice.
Les BMA envoient aux régions militaires des demandes d'enquêtes transmises à la police spéciale de Surveillance du Territoire. Les suspects arrêtés par la ST sont déférés à la justice militaire de la région concernée. L'instruction est menée par un officier. Le procès est mené à huis clos. Les juges et le président sont des officiers, tout comme l'avocat général. Des observateurs des services spéciaux assistent au procès. Les condamnations à mort sont très rarement suivies d'exécution. Dans la plupart des cas, les Allemands se désintéressent du sort de leurs agents[réf. incomplète].
En 1994, des archives de services spéciaux français prises par les Allemands sont revenues de Moscou où elles avaient été transférées par les Soviétiques en 1945. Ces archives ont été triées à deux reprises, une fois par les Allemands, une fois par les Soviétiques. Il s'agit donc d'une source incomplète. Treize rapports mensuels couvrent la période de janvier 1941 à juin 1942. Il ressort de ces archives que l'adversaire prioritaire — mais non unique — des BMA est l’Abwehr : parmi les 688 suspects arrêtés pour faits d'espionnage, 264 condamnations ont été prononcées dont 194 concernant des personnes travaillant pour l'Allemagne, parmi lesquelles 30 agents de l’Abwehr sont condamnées à mort,.
Mais, parallèlement à ces activités de contre-espionnage, le BMA collecte également, par le biais des TR, des renseignements sur les « menées antinationales » de partis ou d'organisations particulièrement ciblées comme le Parti communiste, les partis collaborationnistes et les milieux gaullistes. Ces renseignements peuvent conduire à des arrestations et à des condamnations : toujours de janvier 1941 à juin 1942, il y a 173 condamnations de gaullistes et 443 de communistes dont une dizaine de condamnations à mort.
Les BMA déplaisent à Darlan qui se méfie des services spéciaux de l'armée de terre et à Pierre Laval qui imagine que leur action complique ses relations avec l'Allemagne[réf. incomplète].

## Dissolution
Le 18 avril 1942, Pierre Laval reprend la tête du gouvernement. En août 1942, les Allemands obtiennent le démantèlement des BMA. Le prétexte saisi par Laval est l'affaire Henri Devillers, agent de l'Abwehr qui avait infiltré le mouvement de résistance Combat, fusillé le 19 juin 1942.
Commandant en chef des forces armées, l'amiral Darlan signe la note de suppression le 1er septembre 1942.
Cette décision ayant été de longue date prévue par Rivet et Paillole, des dispositions avaient été prises pour trouver une autre façade officielle aux services spéciaux clandestins : ce fut la création du « Service de sécurité militaire » (SSM) par décret du 24 août 1942 que dirigea Paul Paillole qui laissa la direction des TR au capitaine Laffont. Ce service interarmées comprenait aussi le commandant Sérot pour l'Air, le capitaine Bonnefous pour la Terre et le capitaine de corvette Jonglez de Ligne pour la Marine.

## Reconstitution à Alger
Prévenus par l'Intelligence service, le colonel Rivet, chef du service de renseignement des trois armées (terre, air, mer) et le colonel Ronin, chef du service de renseignements de l'Armée de l'air sont exfiltrés vers Alger le 5 novembre 1942.
Le commandant Paul Paillole les rejoint le 13 janvier 1943, accompagné du colonel Pierre du Crest de Villeneuve (SR Terre) et d'André Poniatowski. Ils poursuivront leurs activités au sein du SR reconstitué, sous l'autorité du général Giraud.